# Ralentisseur (poids lourd)
Pour l’article homonyme, voir Ralentisseur (route).
Le ralentisseur est un dispositif permettant à un véhicule de ralentir son allure sans avoir à utiliser les freins.
Il équipe essentiellement les véhicules lourds, tels que les autocars et les poids lourds, afin d'éviter une utilisation inadaptée des freins à friction, essentiellement dans les grandes descentes, ce qui peut provoquer leur surchauffe et générer un défaut de freinage voire pire.

## Technologie
Il existe trois types de ralentisseurs. S'il arrive parfois que les véhicules n'en aient qu'un, il arrive fréquemment que les plus gros en emploient deux, de technologies différentes. Cela permet d'une part de limiter les risques de défaillance d'un des deux systèmes, et cela permet également de combiner les avantages de l'un et de l'autre pour une utilisation plus efficace du véhicule concerné.

### Ralentisseur électrique
Les ralentisseurs électriques, occasionnellement appelés « freins électromagnétiques », fonctionnent grâce aux courants de Foucault. Un champ électromagnétique parcourant deux plateaux s'oppose à la rotation d'un disque métallique placé entre ces derniers. L'énergie se dissipe alors sous forme de chaleur. Plus le disque tourne vite, plus le système est efficace. Cet équipement est généralement monté sur l'arbre de transmission, sur le pont ou sur la boîte de vitesses du véhicule.
Leur fonctionnement permet d'offrir une force de ralentissement importante aux véhicules équipés, même à pleine charge.

Leur puissance de ralentissement pouvait à leur début sur le marché dans les années 1960 être dangereuse pour les camions circulant « à vide », car ils pouvaient entraîner un blocage des roues motrices (généralement à l'arrière). Cet effet était encore plus présent sur chaussée glissante. Pour ces raisons, il était demandé aux chauffeurs de ne pas utiliser abusivement le ralentisseur électrique lorsque leur camion roulait à vide et/ou sur chaussée glissante. Ceci n'est plus le cas depuis l'arrivée de l'ABS. Aujourd'hui[Depuis quand ?], les ralentisseurs dialoguent avec l'ABS, l'ASR, l'ESP ou l'EBS.

### Ralentisseur hydraulique
Les ralentisseurs hydrauliques sont constitués d'une turbine, dont la rotation est freinée par de l'huile sous pression,.

### Ralentisseur moteur
Plus fréquemment désignés « ralentisseurs pneumatiques », les ralentisseurs moteur emploient le couple résistif du moteur du véhicule pour le ralentir efficacement. Celui-ci est utilisé comme un compresseur entraîné par la transmission en mouvement du véhicule, en admettant de l'air, en n'injectant pas de carburant, et en empêchant l'air comprimé de s'échapper rapidement, grâce à des clapets obturant l'échappement et des modifications dans la cinématique de la distribution du moteur,. Ce système est par-exemple employé dans les camions du constructeur suédois Volvo, avec ses camions de la série FH (systèmes VEB et VEB+). Ce système est présent dans la quasi-totalité des poids lourds disposant d'un ralentisseur.
D'une manière plus basique, le fonctionnement du ralentisseur pneumatique peut être considéré comme étant un frein moteur amélioré.

### Ralentissement manuel
Généralement, l'une des premières formes de ralentissement employées est simplement l'emploi du frein moteur du véhicule, en procédant à des rétrogradages avant d'entamer une forte descente. Le simple choix d'un  rapport inférieur  contrarie  déjà  la tendance naturelle du camion à accélérer. Le ralentisseur moteur n'est finalement qu'une amélioration de ce concept de base.

## Utilisation
Habituellement, le conducteur dispose d'une manette à proximité du volant pour régler la puissance de ralentissement du véhicule sans avoir à utiliser les freins. Elle est dotée de plusieurs crans, dont chacun détermine la force de retenue à exercer sur les roues motrices.
Certains ralentisseurs sont également activés par le contact du pied avec la pédale de freins, souvent dans le cas de ralentisseurs pneumatiques. On parle alors fréquemment de « retardateurs ». La force appliquée est toutefois assez faible, ne représentant qu'une partie de la force maximale pouvant être réellement développée par le système. Comme pour le cas décrit précédemment, le but est d'éviter un blocage de roues dangereux et risqué pour le conducteur. Sur les véhicules ainsi équipés, un autre système de ralentissement est disponible en parallèle avec le premier, et qui ne sera disponible qu'à la manette. Si le chauffeur désire ralentir légèrement son véhicule, le simple fait d'appuyer légèrement sur la pédale de freins ralentira le camion sans maltraiter les freins. S'il désire ralentir fortement, il lui faudra alors utiliser la manette du ralentisseur, qui active généralement un autre ralentisseur (électrique par-exemple), dont la force est plus importante. Parfois, il s'agit du même ralentisseur pour les deux commandes, mais seule la manette permet d'activer les crans les plus puissants.
Sur certains véhicules, le ralentisseur est désactivé automatiquement si le conducteur actionne les freins ou l'accélérateur.